# Glenea corona
Glenea corona är en skalbaggsart som beskrevs av Thomson 1879. Glenea corona ingår i släktet Glenea och familjen långhorningar. Inga underarter finns listade i Catalogue of Life.